# Pampilhosa da Serra (freguesia)
Pampilhosa da Serra es una freguesia portuguesa del concelho de Pampilhosa da Serra, con 100,23 km² de superficie y 1.514 habitantes (2001). Su densidad de población es de 15,1 hab/km².